# Awiżenie (gmina)

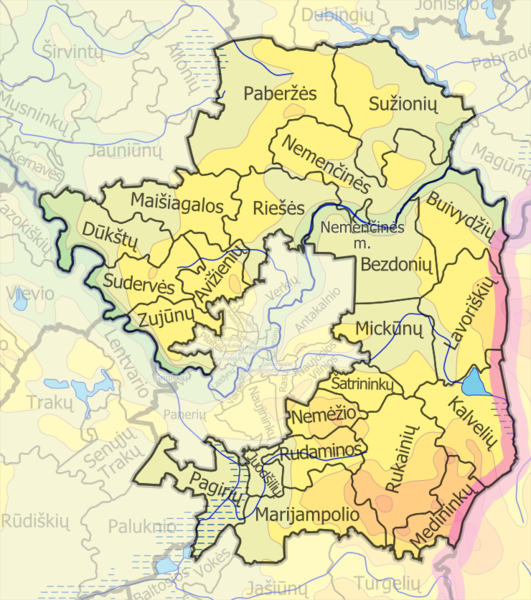
Gmina na mapie rejonu

Gmina Awiżenie (lit. Avižienių seniūnija) – gmina w rejonie wileńskim okręgu wileńskiego na Litwie.
Ośrodek gminy – Awiżenie (2125 mieszkańców). Na terytorium gminy jest 29 wsi, większe z nich: Bukiszki (922 mieszkańców), Rzesza (1234 mieszkańców), Bendary (764 mieszkańców), Bajorai (503 mieszkańców).

## Powierzchnia terenu
4500 ha, z nich 51% stanowią użytki rolne, 29% – lasy, 20% – to zbiorniki wodne oraz grunty o innym przeznaczeniu.

## Ludność
7509 osób.

## Skład etniczny (2011)
- Litwini – 65,0%
- Polacy – 24,4%
- Rosjanie – 5,6%

## Infrastruktura
Poczta, szkoła średnia, szkoła rolnicza, przedszkole, biblioteka, Dom Kultury, punkt medyczny, posterunek policji, posterunek straży pożarnej, stadnina koni i hipodrom, hotel, 5 sklepów, 4 kawiarnie, 2 stacje paliwowe, rezerwat geomorfologiczny Wanagini, cmentarz, cmentarz wojskowy z okresu II wojny światowej, grodzisko w Awiżeniach.

## Przedsiębiorczość lokalna
Hodowla koni, przetwórstwo rybne, produkcja mebli, usługi świadczone dla mieszkańców.

## Miejscowości
Miejscowości w gminie Awiżenie: Aleksandrowo, Awiżenie, Bojary, Bodnary, Bukiszki, Halin, Giełuże, Klonówka, Korabelki, Lendziszki, Łajdagole, Łowkiele, Markiszki, Nowosady, Oksztadwory, Ozierajce, Pikuciszki, Rejsztaniszki, Resza Mała, Rusaki Dolne, Rusaki Górne, Rzesza, Sołdenia, Szwedy, Taranda, Warnalepka, Zabłocie, Zadworańce.